# Цоколь лампи
Цо́коль ла́мпи — деталь електричної лампи, що служить для її кріплення у патроні та забезпечує приєднання до мережі електроживлення. 
Бувають цоколі металеві, керамічні та пластикові. Найбільшу температуру витримують керамічні цоколі, тому їх використовують у галогенних та метало-галогенних лампах, які нагріваються під час роботи до дуже високої температури. Пластикові цоколі без різьби, мають деякі компактні люмінесцентні лампи. Металеві цоколі великих розмірів, наприклад Е40, застосовуються у лампах великої потужності для промислових світильників. Лампи з фланцевим цоколем не мають різьби, отже кріпляться у світильнику за допомогою фланців і через це, мають одне положення відносно відбивача або лінзи, тобто самі фокусуються. Такі лампи використовуються в авіації на транспорті та промисловості.
Форму цоколя з різьбою звичайної лампи розжарення було запропоновано Томасом Едісоном і ліцензовано 1908 року. У відповідь на патент Едісона, Реджинальд Фессенден 1893 року винайшов двоштирковий роз'єм для ламп. Сучасні лампи мають велику кількість різновидів цоколів.

## Різновиди цоколів
Цоколі класифікуються залежно від розмірів та типу з'єднання:
- різьбовий цоколь тип "E" — цоколь з гвинтовою різьбою для вгвинчування у патрон;
- штифтовий цоколь тип "B" (байонет) — цоколь з одним або декількома штифтами;
- штирковий цоколь  тип "G" — цоколь з одним або з кількома штирками;
- фокусувальний контакт тип "P" цоколь — цоколь, який дозволяє встановити тіло розжарення у певному положенні відносно його посадкових місць;
- фланцевий цоколь тип "A" — фокусувальний цоколь з фланцем на склянці цоколя;
- софітний цоколь "S" (Festoon або Torpedo Lamps / Гірлянда) — контакти цоколя розташовані по обидва боки, наприклад як у скляного запобіжника. Цифра в абревіатурі визначає зовнішній діаметр корпусу в мм (S6, S7, S8,5). Дані лампи часто використовують для освітлення салону автомобіля і номерного знака;
- Цоколь з втопленим контактом "R";
- тип "Т" — цоколь з телефонним з'єднанням;
- тип "К" — цоколь з кабельним з'єднанням;
- тип "Н" — спеціальний цоколь для ксенонових ламп;
- тип "W" (безцокольні освітлювальні прилади) — контакт відбувається безпосередньо через струмові вводи, розташовані на скляній підставці лампи. Цифрами позначено загальна товщина скляної частини з 1 струмовим введенням. Далі ставиться знак множення і ширина підставки цоколя в мм

Розміри цоколів стандартизовані. В лампах побутового застосування найпоширеніші цоколі Едісона E14 (міньйон), E27 та E40. Також багато існує цоколів без різьби.
Приклад: Цоколь Е27 – це різьбове з'єднання висота та діаметр, якого дорівнює 27 мм. Лампа з цоколем Е14 має цокольне з'єднання діаметром 14 мм і висотою 26 мм.